# Karl Radek

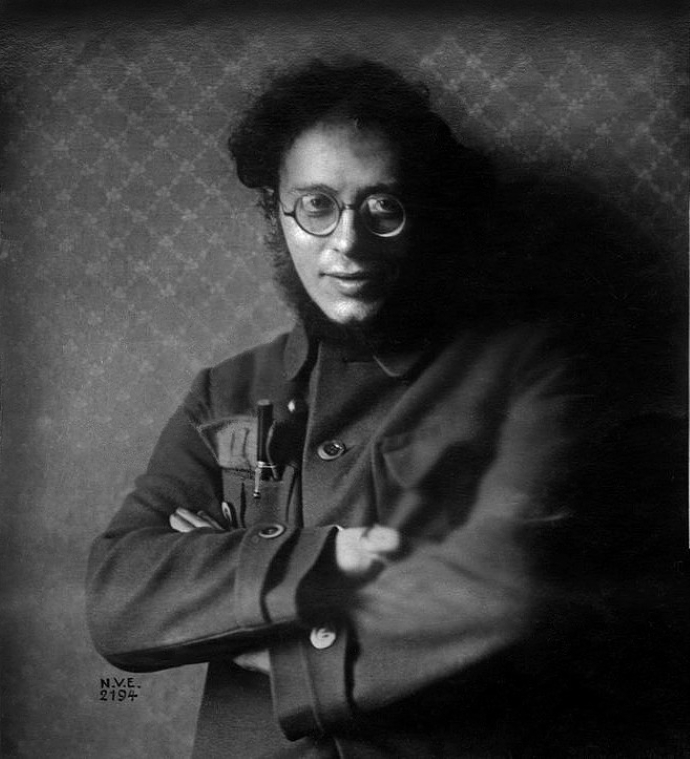
Karl Radek

Karl Bernhardovitsj Radek (Russisch: Карл Бернгардович Радек), eigenlijk Karol Sobelsohn (Lemberg, 31 oktober 1885 – Verchneoeralsk, 19 mei 1939), was een communistisch politicus en journalist.

## Leven

#### Voor de revolutie
Radek werd geboren in het Oosten van het toenmalige Oostenrijk-Hongarije, het huidige Oekraïne. In 1904 sloot hij zich aan bij de Poolse Socialistische Partij (SDKPil) en in 1905 nam hij deel aan revolutionaire activiteiten in Warschau, waarbij hij onder meer verantwoordelijk was voor de partijkrant Czerwony Sztandar. In 1907 vertrok Radek naar Duitsland, waar hij zich aansloot bij de Sociaal Democratische Partij.
In 1912 werd hij gevraagd door August Thalheimer om in Göppingen tijdelijk hem te vervangen om de lokale partij krant Freie Volkszeitung, die in financiële moeilijkheden zat, over te nemen. Radek beschuldigde de lokale partijtop in Württemberg de revisionisten bij te staan door in de krant verwijten te maken.
In 1913 werd hij om onduidelijke redenen het land uit gezet. Na het uitbreken van de Eerste Wereldoorlog in 1914 verhuisde hij naar Zwitserland, waar hij Lenin en Zinovjev leerde kennen. Ze publiceerden in dezelfde bladen en kranten en Radek werd al snel een soort verbindingsman tussen Lenin en de linkse revolutionaire beweging in Duitsland.

#### Na de revolutie
Na de Russische Februarirevolutie (1917) reisde Radek samen met Lenin, Zinovjev en anderen in de bekende ‘verzegelde trein’ dwars door Duitsland naar Sint-Petersburg. Na de Oktoberrevolutie werd hij lid van het Centraal Comité van de Communistische Partij van de Sovjet-Unie, maar hij vertrok spoedig weer naar Zweden en Duitsland om daar Bolsjewistische kranten op te starten en de internationale communistische beweging verder te organiseren. In 1919 was hij onder meer betrokken bij de Spartacusopstand, waarna hij werd gearresteerd en korte tijd gevangen zat.
In 1920 keerde Radek terug naar de Sovjet-Unie en werd secretaris van de Comintern. Na de dood van Lenin verloor hij zijn plek in het Centraal Comité en daarmee een aanzienlijk deel van zijn invloed. In 1927 werd hij uit de partij gestoten vanwege zijn steun aan Trotski en de 'Linkse Oppositie', maar in 1930 kreeg hij zijn lidmaatschap weer terug.
In de jaren dertig hielp Radek nog mee aan het schrijven van de nieuwe grondwet (1936), maar dat kon niet verhinderen dat hij vervolgens tijdens de grote zuiveringen gearresteerd werd. Tijdens het tweede Moskouse showproces (‘het proces van zeventien’, januari 1937) werd hij veroordeeld tot tien jaar dwangarbeid, op beschuldiging van het organiseren van een Trotskistische organisatie. Zijn straf viel relatief mild uit omdat hij belastende verklaringen had ondertekend onder meer betreffende Boecharin, Rykov en Toechatsjevski, die in volgende processen geslachtofferd werden. Historicus Alan Bullock schreef over de bangelijke Radek: "Toen hij zich eenmaal, na een langdurig onderhoud met Stalin en Jezjov, tot medewerking had laten overreden, gaf hij zich met hart en ziel aan de collaboratie met de NKVD. Hij herschreef zelfs het proces-scenario en gaf een spectaculaire voorstelling in de rechtszaal ten beste".
Radek stierf in 1939 in een werkkamp, volgens de aanvankelijke lezing na een vechtpartij met een medegevangene, maar later bleek tijdens Chroesjtsjovs ‘dooi’ dat hij was vermoord door de NKVD op direct bevel van Beria.
In 1988 werd hij officieel gerehabiliteerd.